# Bolesław Halerz

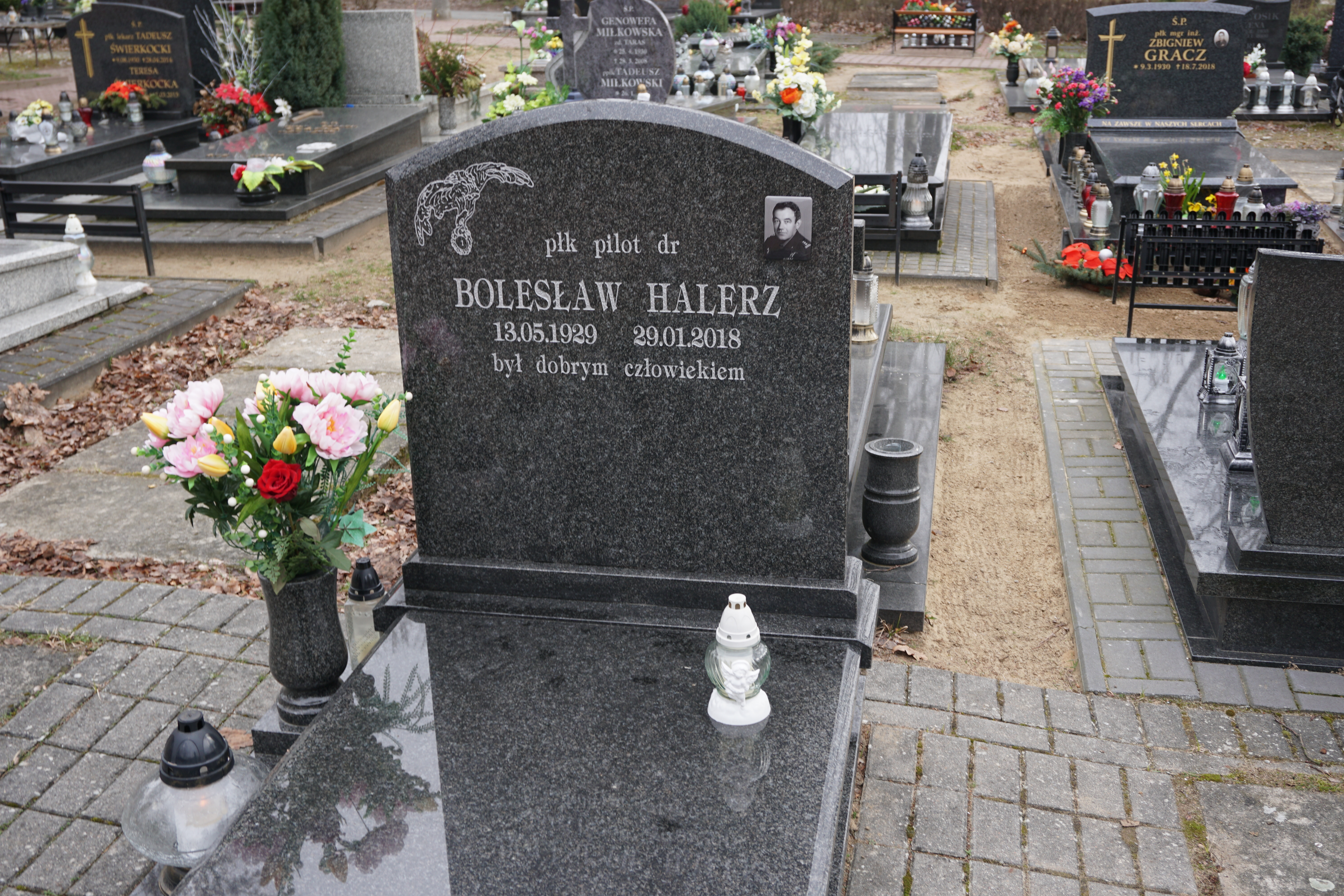
Grób płka Bolesława Halerza na cmentarzu Miłostowo w Poznaniu

Bolesław Halerz (ur. 13 maja 1929 w Czermnej, zm. 29 stycznia 2018 w Poznaniu) – pułkownik Sił Zbrojnych Polskiej Rzeczypospolitej Ludowej, doktor nauk wojskowych, pilot, prezes Stowarzyszenia Seniorów Lotnictwa Wojskowego RP.

## Życiorys
Urodził się w miejscowości Czermna koło Jasła. Tam też rozpoczął naukę szkolną. W 1950 roku został wcielony do odbycia służby wojskowej do 9 Łużyckiego pułku czołgów w Słupsku. W kwietniu 1951 przeniesiony do Oficerskiej Szkoły Lotniczej nr 5 w Radomiu. W 1952 ukończył szkołę i został promowany na pierwszy stopień oficerski.
Następnie skierowany do 29 pułku lotnictwa myśliwskiego w Ornecie. Służąc w tej jednostce przeszedł kolejne szczeble lotniczej i dowódczej kariery od szeregowego pilota do dowódcy eskadry włącznie. W latach 1956–1958 służył w 38 pułku lotnictwa myśliwskiego OPL w Powidzu na stanowisko pomocnika dowódcy pułku.
Przez kolejne 8 lat (1958–1966) był wykładowcą w Wyższej Szkole Pilotów w Modlinie (w kolejnych latach znana jako Centrum Szkolenia Lotniczego).
W latach 1966–1969 studiował w Akademii Sztabu Generalnego WP. Po ukończeniu ASG zostaje wyznaczony na stanowisko starszego pomocnika szefa Oddziału Studiów Programowania w Dowództwie Wojsk Lotniczych w Poznaniu, które pełnił do kwietnia 1973. Ukończył również kurs metodyczny dla kadry operacyjno- taktycznej Wojsk Lotniczych.
W 1977 uzyskał stopień doktora nauk wojskowych w Akademii Sztabu Generalnego przedstawiając pracę na temat pokonywania obrony przeciwlotniczej przeciwnika. W kwietniu 1978 roku objął prestiżowe stanowisko Przewodniczącego Komisji Kwalifikacyjnej na Klasy, które pełnił przez blisko 12 lat, do 30 czerwca 1990. Od grudnia 1978 był również docentem w Wyższej Oficerskiej Szkole Lotniczej w Dęblinie. Służbę wojskową zakończył 20 listopada 1990 roku.
Podczas 40-letniej służby w lotnictwie wykonywał loty na samolotach Po-2, Jak-18, Jak-23, TS-8 Bies, TS-11 Iskra, MiG-15, Lim-2. W powietrzu spędził prawie 2500 godzin.
Po przejściu w stan spoczynku był działaczem Stowarzyszenia Seniorów Lotnictwa Wojskowego RP, posiadał legitymację członkowską nr 25. Od września 1992 roku wiceprzewodniczący Zarządu Głównego, od 7 czerwca 1995  prezes Zarządu Głównego stowarzyszenia. Funkcję prezesa w stowarzyszeniu pełnił przez 14 lat. Od 8 czerwca 2009 roku Prezes Honorowy Zarządu Głównego stowarzyszenia. Zmarł 29 stycznia 2018 w Poznaniu w wieku 88 lat. Pochowany w Kwaterze Lotników na poznańskim cmentarzu komunalnym Miłostowo.

## Odznaczenia
- Krzyż Oficerski Orderu Odrodzenia Polski
- Krzyż Kawalerski Orderu Odrodzenia Polski
- Złoty Medal „Siły Zbrojne w Służbie Ojczyzny”
- Srebrny Medal „Siły Zbrojne w Służbie Ojczyzny”
- Brązowy Medal „Siły Zbrojne w Służbie Ojczyzny”
- Złoty Medal „Za zasługi dla obronności kraju”
- Srebrny Medal „Za zasługi dla obronności kraju”
- Brązowy Medal „Za zasługi dla obronności kraju”
- nagroda resortowa MON za pracę doktorską
- statuetka Ikara
- nagroda Błękitne Skrzydła przyznana za całokształt wybitnej działalności dla lotnictwa polskiego przez Krajową Radę Lotnictwa i redakcję Skrzydlatej Polski (2009)